# Ahlintella
Ahlintella is een geslacht van uitgestorven kreeftachtigen uit de klasse van de Ostracoda (mosselkreeftjes).

## Soorten
- Ahlintella fabuliformis (Hessland, 1949) Schallreuter, 1985 †
- Ahlintella linta Sidaravichiene, 1992 †
- Ahlintella marginata (Sidaravichiene, 1975) Sidaravichiene, 1992 †
- Ahlintella orvikui Schallreuter, 1985 †
- Ahlintella pseudofabuliformis Sidaravichiene, 1992 †